# Actividades de Construcción y Servicios

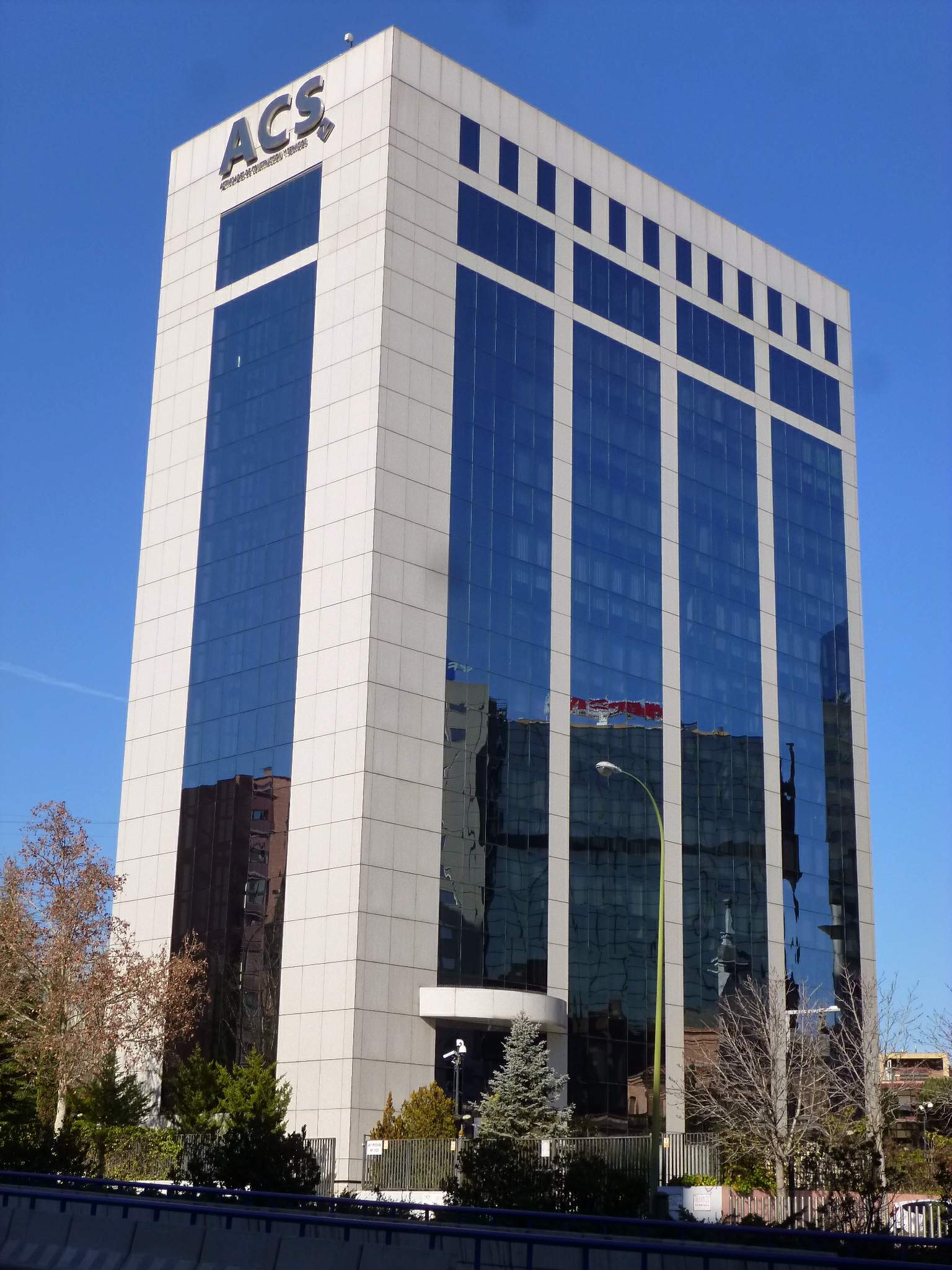
ACS:s huvudkontor i Madrid.

Actividades de Construcción y Servicios S.A. (ACS) är ett större spanskt byggföretag, bildat 1997 genom sammanslagning av OCP Construcciones, S.A. och Ginés Navarro Construcciones S.A..